# José Fernando Bonaparte

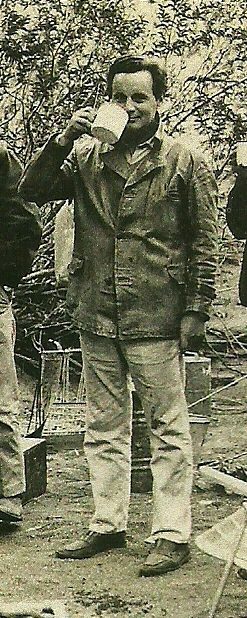
José Fernando Bonaparte

José Fernando Bonaparte (Rosário, 14 de junho de 1928 - Mercedes, Argentina, 18 de fevereiro de 2020) foi um paleontólogo argentino.

## Carreira
Descobriu uma infinidade de dinossauros sul-americanos, que modificaram o conhecimento mundial até então oculto ao revelar a notável diferença entre os dinossauros do hemisfério sul, do antigo supercontinente de Gondwana, e os que viviam no norte, no antigo supercontinente Laurásia.
Distinguido com o nome de "Mestre da era Mesozóica" pelo paleontólogo americano Robert Bakker, Bonaparte treinou cientificamente toda uma nova geração de paleontólogos argentinos de renome internacional, como Rodolfo Coria, Fernando Novas, Luis Chiappe, Guillermo Rougier, Leonardo Salgado e Jorge Bald. Ele também treinou paleontólogos mais jovens como Sebastián Apesteguía e Agustín Martinelli e técnicos como Pablo Puerta. Foi descrito pelo paleontólogo Peter Dodson como "quase sozinho ... responsável pela Argentina se tornar o sexto país do mundo em espécies de dinossauros".

## Descobertas
Os dinossauros descobertos por Bonaparte evoluíram no supercontinente meridional de Gondwana na Era Mesozóica, e possuem características consideradas únicas quando comparadas com suas contrapartes do norte (da Laurásia), entre as quais se destaca à primeira vista o tamanho geralmente mais desenvolvido dos dinossauros.
- Abelisaurus comahuensis (1985, com Novas), um terópode carnívoro, como Allosaurus
- Agustinia ligabuei (1998, anteriormente Augustia), um braquiossauro - como saurópode com placas espinhais semelhantes a estegossauro
- Alvarezsaurus calvoi (1991), o membro original e mais primitivo da família enigmática e difícil de classificar alvarezsaurid de proto- pássaros
- Amargasaurus cazaui (1991, com Salgado), um dicraeosaurid como Dicraeosaurus , com espinhos (e possivelmente uma vela) ao longo de suas costas
- Andesaurus delgadoi (1991, com Calvo), um titanossauro e um dos maiores dinossauros
- Argentinosaurus huinculensis (1993, com Coria), um titanossauro e o maior dinossauro conhecido até hoje (2006)
- Argyrosaurus superbus (1984), um titanossauro e um dos maiores dinossauros
- Carnotaurus sastrei (1985), um terópode carnívoro com chifres
- Coloradisaurus brevis (1978, anteriormente Coloradia), um sauropodomorfo do início do Triássico
- Guaibasaurus candelariensis (1998, com Ferigolo), um sauropodomorfo basal.
- Kritosaurus australis (1984, com Frenchi, Powell e Sepúlveda), o dinossauro de bico de pato (hadrossaurídeo  mais conhecido da América do Sul até o presente (2006)
- Lapparentosaurus madagascariensis (1986), um saurópode
- Ligabueino andesi (1996), um ceratosaurid de garras traseiras do tipo Deinonychus
- Mussaurus patagonicus (1979, com Vince), um sauropodomorfo primitivo (triássico) conhecido apenas pelos ovos e pequenos crânios de filhotes
- Noasaurus leali (1980, com Powell), outro ceratosauridae de garras traseiras do tipo Deinonychus
- Piatnitzkysaurus floresi (1979), um terópode tetanurano
- Rayososaurus agrioensis (1996), um saurópode Rebbachisauridae
- Riojasaurus incertus (1969), um sauropodomorpha primitivo (triássico)
- Saltasaurus loricatus (1980, com Powell), um titanossauro blindado
- Velocisaurus unicus (1991), um ceratosauridae altamente apto para velocidade
- Volkheimeria chubutensis (1979), um saurópode
- Ligabuesaurus leanzai (2006), um saurópode

Bonaparte também descobriu um número significativo de arcossauros, incluindo:
- Pterodaustro (1970), um pterossauro filtrador

Ele também auxiliou profissionalmente seus colegas no estudo de outros dinossauros, como o Giganotosaurus carolinii.
Seu filho, o Engenheiro Ubaldo José Bonaparte, o acompanhou em várias expedições no norte da Argentina e La Rioja, San Juan e em 1985 na Patagônia quando criança, e produziu uma descoberta surpreendente de três espécies de mamíferos (dentes) que colaboraram em sua determinação de Gondwana.

## Publicações selecionadas
- Bonaparte, josé fernando; Schultz, c. l.; Soares, m. b.. 2010. «Pterosauria from the Late Triassic of southern Brazil». En s. Bandyopadhyay (ed.) New Aspects of Mesozoic Biodiversity, Lecture Notes in Earth Sciences 132: 63-71
- Bonaparte, josé fernando; Schultz, c. l.; Soares, m. b.; Martinelli. a. g.. 2010. «La Fauna local de faxinal do soturno, Triasico tardio de Rio Grande do Sul, Brasil». Revista Brasileira de Paleontologia, 13 (3): 233–246. doi:10.4072/rbp.2010.3.07
- Bonaparte, j. f. 1972. «Cromptodon mamiferoides gen. et. sp. nov., Galesauridae de la Formación Rio Mendoza, Mendoza, Argentina (Therapsida-Cynodontia)». Ameghiniana 9 (4): 343-353
- Bonaparte, j. f. 1971. «Descripción del cráneo y mandíbulas de Pterodaustro Guinazui (Pterodactyloide - Pterodaustriidae nov.) de la formación Lagarcito, San Luis Argentina». Editor Museo Municipal de Ciências Naturales, 10 pp.
- Bonaparte, j. f. 1971. «Annotated List of the South American Triassic Tetrapods». Second Gondwana Symposium South Africa, Proc. and Papers. Council of Scientific and Industrial Res. Pretoria, pp. 665–682
- Bonaparte, j. f. 1970. «Pterodaustro guinazui gen. et sp. nov. Pterosaurio de la Formación Lagarcito, Provincia de San Luis, Argentina y su significado en la geología regional (Pterodactylidae)». Acta Geológica Lilloana, 10: 209-225
- Bonaparte, j. f. 1965. «Sobre nuevos terapsidos Triásicos hallados en el centro de la Provincia de Mendoza, Argentina». Acta Geológica Lilloana, 8: 91-100
- Bonaparte, j. f. 1969. «Dos nuevas "faunas" de reptiles triásicos de Argentina». Gondwana Stratigraphy (IUGS Symposium, Buenos Aires), 2: 283-306
- Bonaparte, j. f. 1969. «Cynognathus minor n. sp. (Therapsida-Cynodontia). Nueva evidencia de vinculación faunística Afro-Sudamericana a principios del Triásico». Gondwana Stratigraphy (IUGS Symposium, Bs As), 1967: 283-302
- Bonaparte, j. f. 1951. «Nota preliminar de un paradero aborigen en Cañada Honda, Baradero». Arqueología, Argentina, 2. Editor Museo Popular de Ciências Naturales Carlos Ameghino", 7 pp.

### Livros
- Bonaparte, j. f.. 2007. Dinosaurios y pterosaurios de América del Sur. Sud-america Pre Histórica/ Prehistoric South America. Editor Cecilia Repetti, ilustró Jorge Luis Blanco. 227 pp. ISBN 9502411021
- Bonaparte, j. f. 1998. Los dinosaurios de la Patagonia Argentina. Edição ilustrada do Museu Argentino de Ciências Naturais Bernardino Rivadavia, 46 pp.
- Bonaparte, j. f. 1997. El Triásico de San Juan, La Rioja: Argentina y sus dinosaurios. Edição ilustrada do Museu Argentino de Ciências Naturais "Bernardino Rivadavia", 196 pp.
- Bonaparte, j. f.; Toselli, a. j.; Aceñolaza, f. g.. 1989. Geología de América del Sur. Volumen 5, N.º 2 de Serie Correlación geológica. Editor Universidad Nacional de Tucumán, Secretaría de Ciência y Técnica
- Bonaparte, j. f. 1978. El Mesozoico de América del Sur y sus tetrápodos. Opera Lilloana 26. Editor Ministério de Cultura y Educación, Fundación Miguel Lillo, 596 pp.
- Bonaparte, j. f. 1971. Los tetrapodos del sector superior de la formación Los Colorados, La Rioja, Argentina: (Triasico Superior). Opera Lilloana 22. Editor UNT, Fundación e Instituto Miguel Lillo
- Bonaparte, j. f. 1962. Descripción del cráneo y mandíbula de Exaeretodon Frenguellii Cabrera y su comparación con Diademodontidae, Tritylodontidae y los Cinodontes sudamericanos. Publicaciones del Museo Municipal de Ciências Naturales Tradicional de Mar del Plata. Editor Comisión Municipal de Cultura, 68 pp.

## Abreviatura (zoologia)
A abreviatura Bonaparte  emprega-se para indicar a José Fernando Bonaparte como autoridade na descrição e taxonomia em zoologia.